# Maria Andrzej Jałosiński

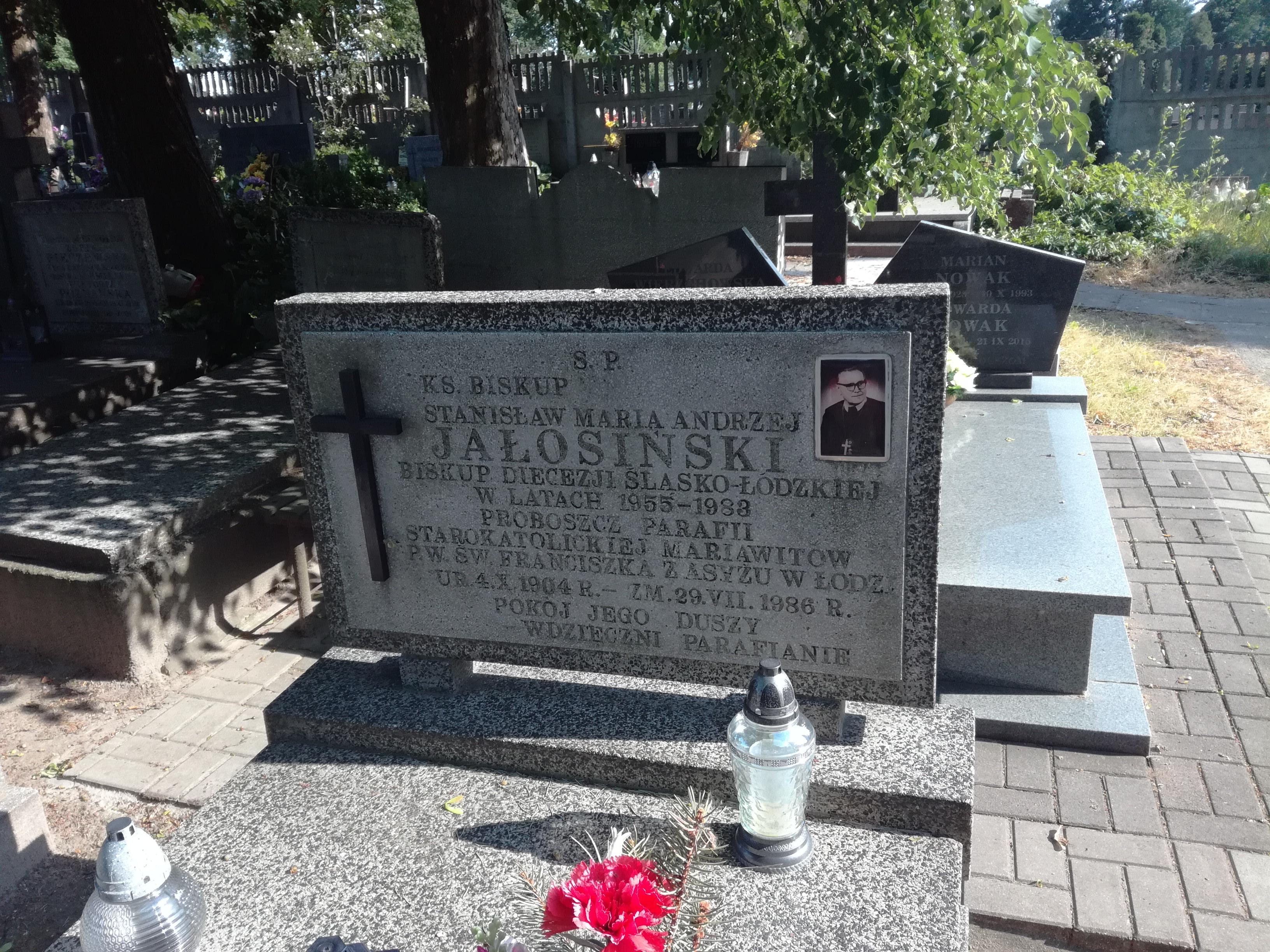
Grób biskupa Marii Andrzeja Jałosińskiego na cmentarzu mariawickim w Łodzi

Stanisław Maria Andrzej Jałosiński (ur. 4 października 1904 w Gocławiu, zm. 29 lipca 1986 w Łodzi) – duchowny mariawicki, biskup Kościoła Starokatolickiego Mariawitów, ordynariusz diecezji śląsko-łódzkiej w latach 1955–1983.

## Życiorys
Był synem rolnika Jana Jałochy i Józefy z domu Piłka. Ochrzczony jako rzymski katolik w parafii Osieck. W dzieciństwie wraz z rodziną został członkiem parafii mariawickiej w Gocławiu. Wczesne lata spędził w rodzinnej wsi i tam uczęszczał do szkoły początkowej. W 1918 r. wyjechał do Cegłowa i tam uczęszczał do gimnazjum. Po jego ukończeniu w 1923 r. wstąpił do mariawickiego seminarium duchownego w Płocku.
W 1925 r., jeszcze w trakcie nauki, wysłany został do mariawickiej parafii św. Franciszka z Asyżu w Łodzi, do pomocy bp Andrzejowi Gołębiowskiemu. Święcenia kapłańskie 23 maja 1926 r. z rąk bp. A. Gołębiowskiego z jednoczesnym podniesieniem do godności wikarego wspomnianej wyżej parafii. W następnym roku (1927) został przeniesiony do parafii mariawickiej w Niesułkowie k. Strykowa jako jej proboszcz. W tym samym roku ukończył studia teologiczne na płockiej akademii. W roku 1930 przeniesiony został do parafii mariawickiej w Lublinie jako proboszcz, a po sześciu latach (w 1936 r.) ponownie do Łodzi i ponownie do par. św. Franciszka z Asyżu jako wikariusz.
Okres II wojny światowej spędził wraz z całą rodziną w Łodzi najpierw w swoim przedwojennym mieszkaniu przy Ziethenstr. 6 (obecna ul. A. Próchnika), a od około połowy 1941 r. mieszkał w odzyskanym przez mariawitów budynku parafialnym i kościele przy Boelcke/Bölckestr 22 (ob. M. Skłodowskiej-Curie 22).

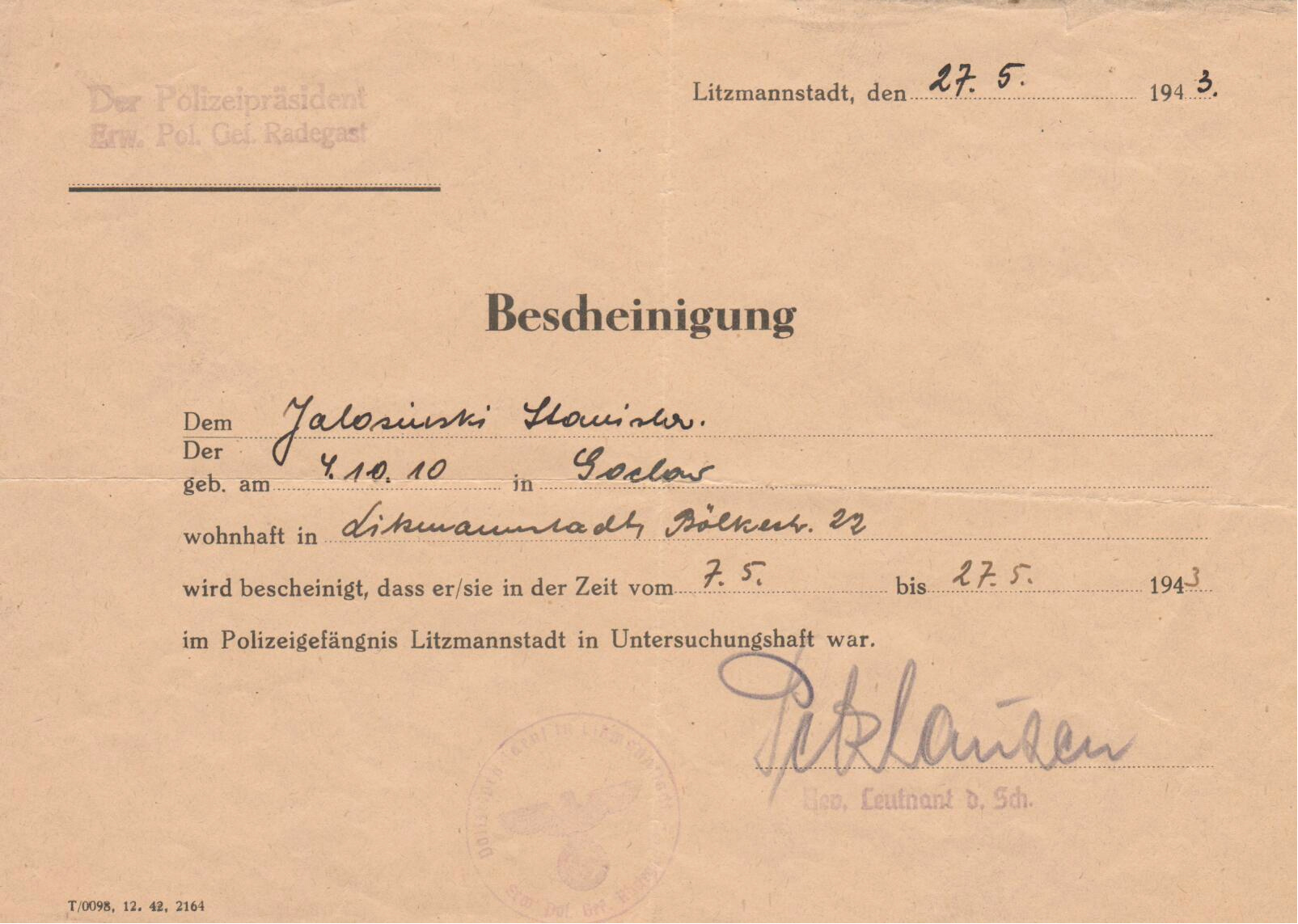
Zaświadczenie o pobycie w więzieniu radogoskim S. Jałosińskiego; 27 maja 1943 roku

Aresztowany przez Gestapo na przełomie marca i kwietnia 1943 r. za pomoc okazaną koledze szkolnemu - Jaworskiemu. Najpierw został osadzony w więzieniu policyjnym - ale przede wszystkim w dyspozycji Gestapo - przy ul. S. Sterlinga (podówczas Robert-Koch-Strasse) 16 w Łodzi. Stąd, po kilku tygodniach, trafił do aresztu policji kryminalnej przy ul. J. Kilińskiego (podówczas Buschlinie) 156 gdzie w Wielki Czwartek Wielkanocny 1943 r. przeprowadzono przesłuchanie połączone z udręką fizyczną i psychiczną. Po kilkunastu dniach (7 maja) przewieziony został do więzienia na Radogoszczu skąd został zwolniony – jak wspomina: Bogu przede wszystkim zawdzięczam ocalenie, modlitwie moich najbliższych i pomocy okazanej mi przez śp bp Szymona (podówczas bp mariawickiej diecezji śląsko-łódzkiej) – 27 maja 1943 roku.
W 1946 r. został mianowany proboszczem mariawickiej parafii pw. św. Franciszka z Asyżu w Łodzi. Przystąpił energicznie do jej odbudowy po zniszczeniach wojennych, ponieważ kościół znajdował się w tym czasie na terenie getta żydowskiego w Łodzi i był wykorzystywany przez Niemców jako magazyn zagrabionych w getcie przedmiotów, zwłaszcza po jego likwidacji w sierpniu 1944.
15 września 1955 Kapituła Generalna Kościoła Starokatolickiego Mariawitów wybrała ks. Stan. Jałosińskiego na jednego ze swoich biskupów. Sakrę biskupią otrzymał w tym samym roku podczas uroczystości w Płocku, przyjmując imię zakonne „Maria Andrzej”. Został jednocześnie mianowany ordynariuszem mariawickiej diecezji łódzko-śląskiej. Obowiązki biskupie pełnił do 1983 roku, kiedy to ze względu na stan zdrowia przeszedł na emeryturę. W tym czasie opublikował wiele artykułów o tematyce religijnej w płockim czasopiśmie „Mariawita”.
Zmarł 29 lipca 1986 r. w Łodzi. Spoczywa na mariawickim cmentarzu parafialnym na Dołach.

### Rodzina
Żona Regina (ur. 1901), synowie: Alfons vel Aleksander (ur. 1931) i Stanisław (ur. 1933).